# Stephen Brislin

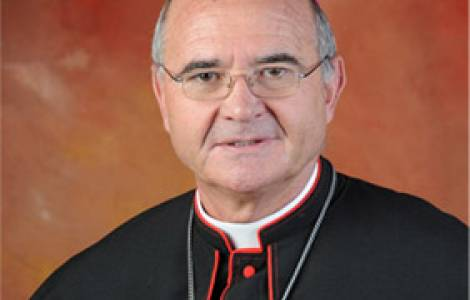
Stephen Brislin als Erzbischof von Kapstadt (2016)

Kardinalswappen von Stephen Brislin

Stephen Kardinal Brislin (* 24. September 1956 in Welkom, Provinz Oranje-Freistaat, Südafrikanische Union) ist ein südafrikanischer Geistlicher und römisch-katholischer Erzbischof von Johannesburg.

## Leben
Stephen Brislin besuchte die Grundschule im St. Agnes Convent und die weiterführende Schule der Brüder der christlichen Schulen in Welkom. 1975 begann er an der Universität Kapstadt ein Studium der Psychologie. Von 1976 bis 1977 studierte Brislin Philosophie am Priesterseminar St. John Vianney und an der Universität von Südafrika (UNISA) in Pretoria sowie von 1979 bis 1982 Katholische Theologie am Mill Hill Missionary Institute in London. 1978 erwarb er an der Universität von Kapstadt einen Bachelor of Arts und 1982 an der Katholieke Universiteit Leuven mit der Arbeit Permanent deacons in a South African diocese. Theological and pastoral considerations bearing upon the present policy in the Diocese of Kroonstad („Ständige Diakone in einer südafrikanischen Diözese. Theologische und pastorale Überlegungen zur derzeitigen Praxis in der Diözese Kroonstad“) einen Bachelor of Theology. Daneben absolvierte er 1979 ein Pastoralpraktikum in Viljoenskroon. Brislin wurde 1982 zum Diakon geweiht und wirkte anschließend bis 1983 in der Pfarrei St. Anselm im Londoner Stadtteil Southall. Am 19. November 1983 empfing er in Welkom das Sakrament der Priesterweihe für das Bistum Kroonstad.
Nach der Priesterweihe verbrachte Brislin zunächst vier Monate in Lesotho, wo er Sesotho erlernte. Von 1984 bis 1985 war er als Kaplan in Virginia tätig, bevor er 1986 Pfarrer in Odendaalsrus, in Kutlwanong und in Motsethabong wurde. Von 1990 bis 2003 wirkte er als Generalvikar des Bistums Kroonstad. Am 2. August 2002 verlieh ihm Papst Johannes Paul II. den Ehrentitel Päpstlicher Ehrenprälat. Ab 2003 leitete Brislin das Bistum Kroonstad während der Sedisvakanz nach dem Tod von Johannes Ludgerus Bonaventure Brenninkmeijer OP als Diözesanadministrator. Von 1986 bis 2005 war er zudem verantwortlich für die Berufungspastoral im Bistum Kroonstad.
Papst Benedikt XVI. ernannte ihn am 17. Oktober 2006 zum Bischof von Kroonstad. Der Erzbischof von Bloemfontein, Jabulani Adatus Nxumalo OMI, spendete ihm am 28. Januar 2007 in der Kirche Saint Dominic in Welkom die Bischofsweihe; Mitkonsekratoren waren der Bischof von Bethlehem, Hubert Bucher, und der Bischof von Klerksdorp, Zithulele Patrick Mvemve. Sein Wahlspruch “Veritas in caritate” (deutsch: „Wahrheit in Liebe“) stammt aus Eph 4,15 . In der Südafrikanischen Bischofskonferenz (SACBC) war Brislin darüber hinaus von 2007 bis 2012 stellvertretender Vorsitzender des Finanzrates.
Am 18. Dezember 2009 bestellte ihn Papst Benedikt XVI. zum Erzbischof von Kapstadt. Die Amtseinführung erfolgte am 7. Februar 2010. Von 2012 bis 2016 fungierte Brislin zudem als Präsident des Treffens der Bischöfe in Südafrika (IMBISA) sowie von 2010 bis 2013 als Vizepräsident und von 2013 bis 2019 als Präsident der Südafrikanischen Bischofskonferenz. Er nahm 2014 an der dritten außerordentlichen Generalversammlung der Bischofssynode zum Thema Die pastoralen Herausforderungen der Familie im Kontext der Evangelisierung teil und 2015 an der 14. ordentlichen Generalversammlung zum Thema Berufung und Sendung der Familie in Kirche und Welt von heute. Seit 2019 gehört Brislin dem Finanzrat der Südafrikanischen Bischofskonferenz an und fungiert als Kontaktbischof für das Denis Hurley Peace Institute (DHPI) und für das Rural Development Support Programme (RDSP) sowie für das Katholische Büro der Bischofskonferenz bei den Houses of Parliament.
2011 wurde Stephen Brislin von Kardinal-Großmeister John Patrick Foley zum Großoffizier des Ritterordens vom Heiligen Grab zu Jerusalem ernannt und ist seitdem Großprior der südafrikanischen Statthalterei des Ritterordens vom Heiligen Grab zu Jerusalem.
Im Konsistorium vom 30. September 2023 nahm ihn Papst Franziskus als Kardinalpriester mit der Titelkirche Santa Maria Domenica Mazzarello in das Kardinalskollegium auf. Die Besitzergreifung seiner Titelkirche fand am 12. Mai des folgenden Jahres statt.
Am 4. Oktober 2023 berief ihn Papst Franziskus zum Mitglied des Dikasteriums für die Selig- und Heiligsprechungsprozesse.
Am 28. Oktober 2024 ernannte ihn Papst Franziskus zum Erzbischof von Johannesburg. Die Amtseinführung erfolgte am 25. Januar 2025.

## Schriften
- Permanent deacons in a South African diocese. Theological and pastoral considerations bearing upon the present policy in the Diocese of Kroonstad. Katholieke Universiteit Leuven, Löwen 1982.
- The ministry of deacons in an African diocese (= Spearhead. Band 76). AMECEA Ggaba Publications, Eldoret 1983, OCLC 312346174.